# Редькино (посёлок, Дмитровский городской округ)
Редькино — посёлок в Дмитровском районе Московской области, в составе городского поселения Дмитров.

## География
Посёлок расположен в центральной части района, примерно в 4 км юго-восточнее Дмитрова, на левом берегу реки Талица (правый приток Яхромы), высота центра над уровнем моря 196 м. Ближайшие населённые пункты — Драчёво на севере и Ильинское на юго-западе.

## История
Земли относятся к вотчине в Повельском стане Дмитровского Борисоглебского монастыря. По переписным книгам 1627—1628 годов значится Село Лаврово (Никольское) с землями, в нём старая деревянная Никольская церковь. К селу примыкали пустоши, что раньше были деревнями (до польско-литовского нашествия): Данилково, Редькино, Новый пруд, Иванищево, другое Редькино, Тарабеево-Востриково на речке Струкайловке, пустошь Овдеевская.
До 2006 года Редькино входило в состав Ильинского сельского округа.
Постановлением Губернатора Московской области от 21 февраля 2019 года № 75-ПГ категория населённого пункта изменена с «деревня» на «посёлок».

## Население
| 2002 | 2006 | 2010 |
| ---- | ---- | ---- |
| 0    | →0   | →0   |